# Eric Orbom
Eric Orbom (* 6. Juli 1915; † 23. Mai 1959 in Los Angeles, Kalifornien) war ein US-amerikanischer Artdirector und Szenenbildner, der bei der Oscarverleihung 1961 posthum den Oscar für das beste Szenenbild in dem Farbfilm Spartacus (1960) gewann.

## Leben
Orbom begann seine Laufbahn als Artdirector in der Filmwirtschaft Hollywoods 1950 bei dem Film Abbott und Costello als Legionäre (Abbott and Costello in the Foreign Legion) und wirkte bis zu seinem Tod an der Herstellung von 36 Filmen mit.
Zusammen mit Alexander Golitzen, Russell A. Gausman und Julia Heron gewann er bei der Oscarverleihung 1961 posthum den Oscar für das beste Szenenbild in dem erst 1960 fertiggestellten Historien- und Monumentalfilm Spartacus von Stanley Kubrick mit Kirk Douglas, Laurence Olivier und Jean Simmons in den Hauptrollen.

## Filmografie (Auswahl)
- 1950: Abbott und Costello als Legionäre (Abbott and Costello in the Foreign Legion)
- 1953: Meet Me At The Fair
- 1953: Das gläserne Netz (The Glass Web)
- 1953: Abbott und Costello gegen Dr. Jekyll und Mr. Hyde (Abbott and Costello Meet Dr. Jekyll and Mr. Hyde)
- 1953: Auf verlorenem Posten (The Lone Hand)
- 1954: Bengal Brigade
- 1955: Was der Himmel erlaubt
- 1956: Es gibt immer ein Morgen (There's Always Tomorrow)
- 1957: Istanbul
- 1957: Slim Carter
- 1957: Der Mann mit den tausend Gesichtern (Man of a Thousand Faces)
- 1960: Spartacus

## Auszeichnungen
- 1961: Oscar für das beste Szenenbild in einem Farbfilm